# دومي لونش
دومي لونش (بالإنجليزية: Dummy Lynch)‏ هو لاعب كرة قاعدة ومحامي أمريكي، ولد في 7 فبراير 1926 في دالاس في الولايات المتحدة، وتوفي في 30 يونيو 1978 في بلينو في الولايات المتحدة.

## وصلات خارجية
- دومي لونش على موقع دوري كرة القاعدة الرئيسي (الإنجليزية)
- دومي لونش على موقعبيزبول رفرنس.كوم (الدوري الرئيسي) (الإنجليزية)
- دومي لونش على موقعبيزبول رفرنس.كوم (الدوري الثانوي) (الإنجليزية)